# Long Weekend (film, 2008)
Pour les articles homonymes, voir Long Weekend.

Long Weekend est un film australien réalisé par Jamie Blanks, sorti en 2008.
Il s'agit du remake d'un film australien de Colin Eggleston sorti en 1978 sous le même titre.

## Synopsis
Un couple profite d'un long week-end pour partir en camping et se retrouver. Mais leur intrusion sans gêne dans ce bush "préservé" excite la faune et la flore. Face à une Mère Nature qui sait comment leur faire sentir qu'ils ne sont pas les bienvenus, ils ne savent pas s'ils vont pouvoir s'en sortir...

## Fiche technique
- Titre : Long Weekend
- Réalisation : Jamie Blanks
- Scénario : Everett De Roche
- Pays d'origine : Australie
- Format : Couleurs
- Genre : Horreur
- Date de sortie : 2008

## Distribution
- James Caviezel (VF : Dominique Guillo) : Peter
- Claudia Karvan : Carla
- Robert Taylor : Bartender

## Commentaire
À l'inverse de son prédécesseur sorti en 1978, globalement loué par la critique, ce remake, pourtant fidèle au scénario d'Everett De Roche, ne recueillit ni la faveur des journalistes ni les suffrages du public.